# East Harbour Regional Park

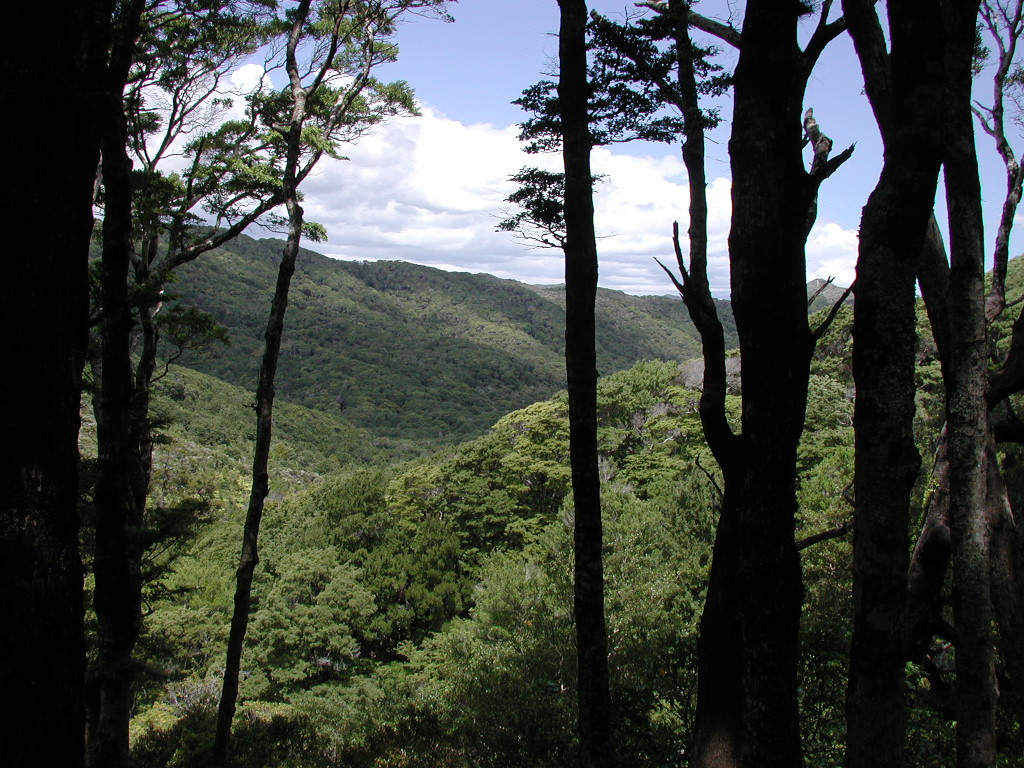

East Harbour Regional Park é um parque localizado na região de Wellington que se estende desde o cabo Baring ao longo da costa leste até porto de Wellington, na Nova Zelândia.